# Бок, Карл Альфред
Карл Альфред Бок (англ. Carl Alfred Bock; 17 сентября 1849, Копенгаген, Дания – 10 августа 1932, Брюссель, Бельгия) — норвежский государственный служащий, писатель, инженер, коллекционер, естествоиспытатель и исследователь.

## Биография

### Детство и юность
Карл Альфред Бок родился в семье торговца Carl Henirich Bock (1812–1877) и Regitze Hansen (1826–1900). Его рождение произошло в Копенгагене во время поездки родителей в Швецию, где его отец имел хлопчатобумажную фабрику. Но не смотря на это, его детство прошло в Кристиансанне. Там же он получил первое образование в латинской средней школе Kristiansand Cathedral School. Затем его отправили в мужской колледж в Christiansfeld в Sønderjylland.
Осенью 1868 года Бок прибыл в Великобританию. После года учёбы и путешествий нашёл работу со шведско-норвежским консулом в Гримсби господином Стьюни (Mr. Steweni). После его смерти он переехал в Лондон в 1875 году, чтобы изучать зоологию, и в этом же году он женился на Мэри Джейн Абсалон (Mary Jane Absalon, 1851–1922). Продолжая заниматься естествознанием, Бок создаёт круг контактов, в который вошли члены Лондонского зоологического общества. Работа принесла свои плоды: в публикациях зоологической компании он описал несколько новых видов моллюсков.

### Экспедиции
В 1877 году совершает экспедицию в Норвежскую Лапландию.

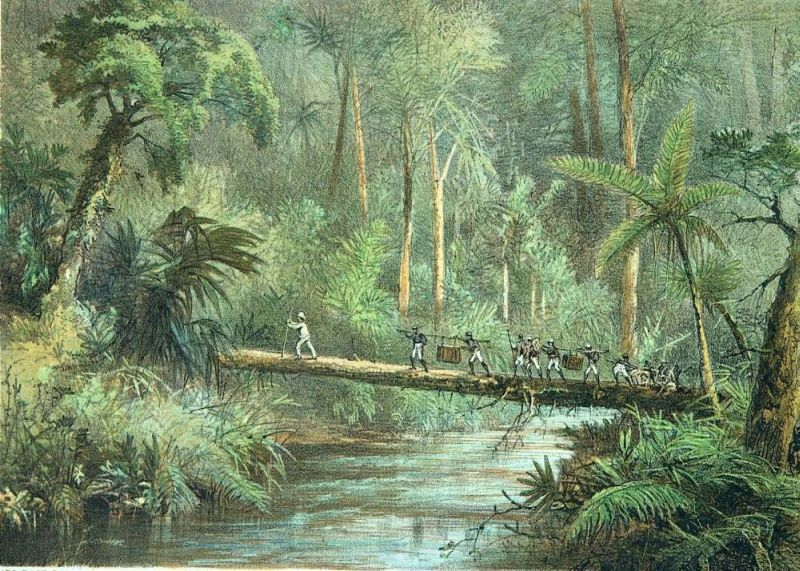
Цветная литография К. Ф. Келли «Пересечение реки Бенинган» по изображению Карла Бока. Из его книги о своих впечатлениях в путешествии по Восточному и Южному Борнео в 1879 и 1880 годах

Под командованием девятого маркиза Артура Хэя Твидейла (Arthur Hay Tweeddale), от которого Бок получил средства для оснащения «научных и этнографических исследований для тропиков», весной 1878 года он отправился в Индонезию с целью изучения дикой природы и сбора птиц на Суматру. Отсюда он отправил две значимые природные и этнографические коллекции домой. Одна из них благополучно прибыла в Лондон, о чём доложили Лондонскому зоологическому обществу 6 января 1880 года. Вторая, более важная, содержащие виды птиц, млекопитающих и рептилий, была потеряна, когда судно, перевозившее контейнер, затонуло в Красном море.
Затем Боку было поручено провести экспедицию в глубь Борнео для сбора информации о коренных народах юго-восточной Азии. Прошлые три экспедиции потерпели неудачу, а их участники погибли. Этот остров был мало изучен и, очевидно, был коммерчески привлекателен.
Проведя некоторое время около Батавии, Бок отправился на Борнео, через Яву, Бали и Сулавеси. 6 июля 1879 года он прибыл по истечении реки Махакам на восточном побережье Борнео, а на следующий день его корабль отправился в Макассар и, наконец, повернул на юг к Банджармасину. Помимо изучения населения, перед ним также стояла задача выяснить политические условия, а также собрать этнографию и зоологические материалы. Результаты были опубликованы в Лондоне («Охотники за головами Борнео») и Гааге в 1881 году, а также вошли в норвежское издание два года спустя. Бок был первым, кто описал пунан.

Восточное и Южное Борнео. Цветные литографии К. Ф. Келли по изображению Карла Бока
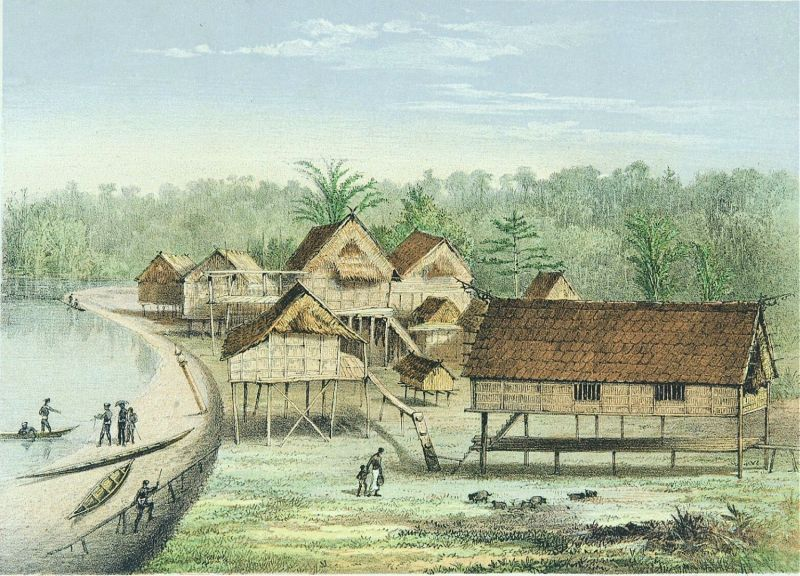
Вид Лонгваи
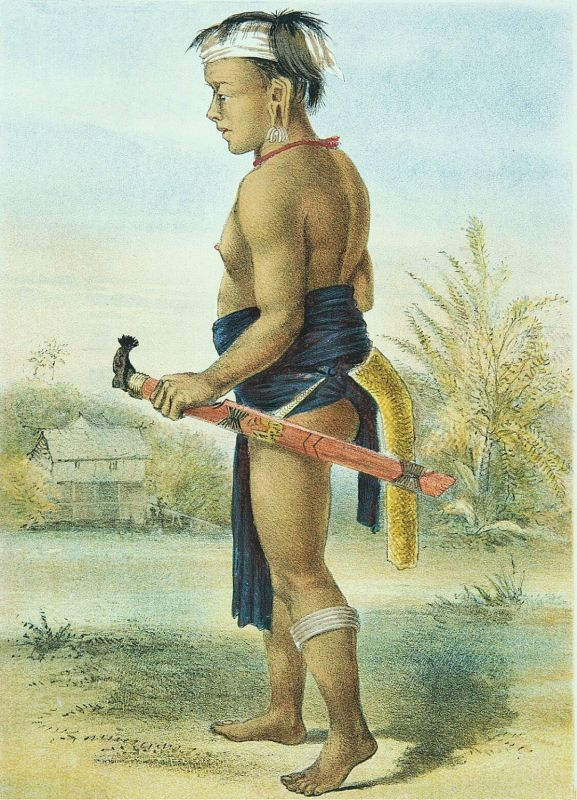
Молодежь Даянков из Лонгваи
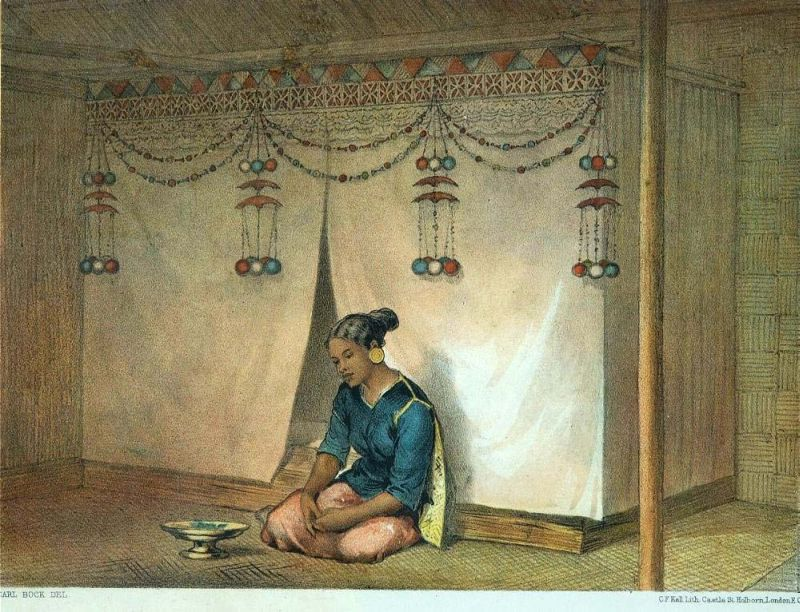
Молодая женатая малайская женщина
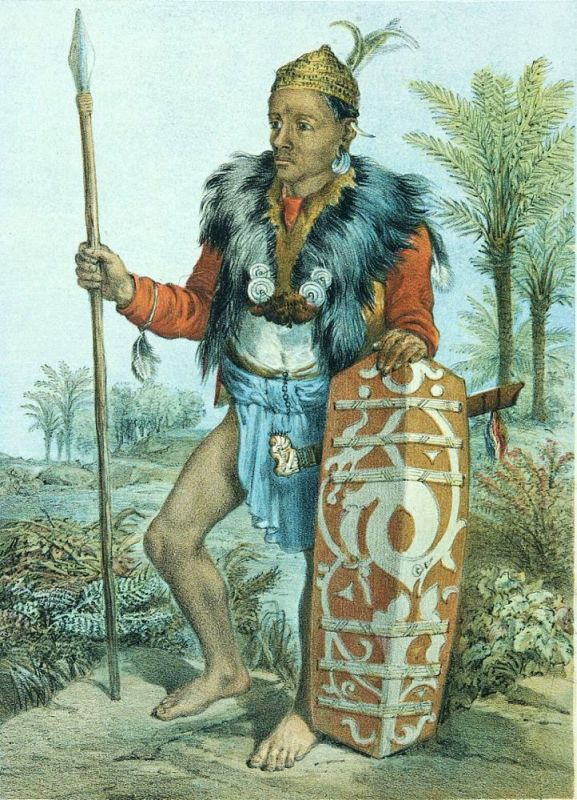
Лонгвай-Даяк
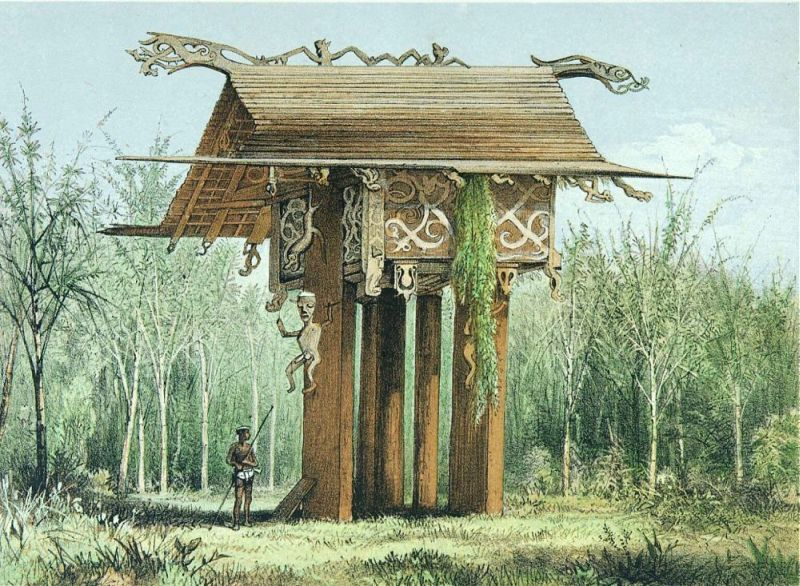
Гробница семьи Радхи Динды
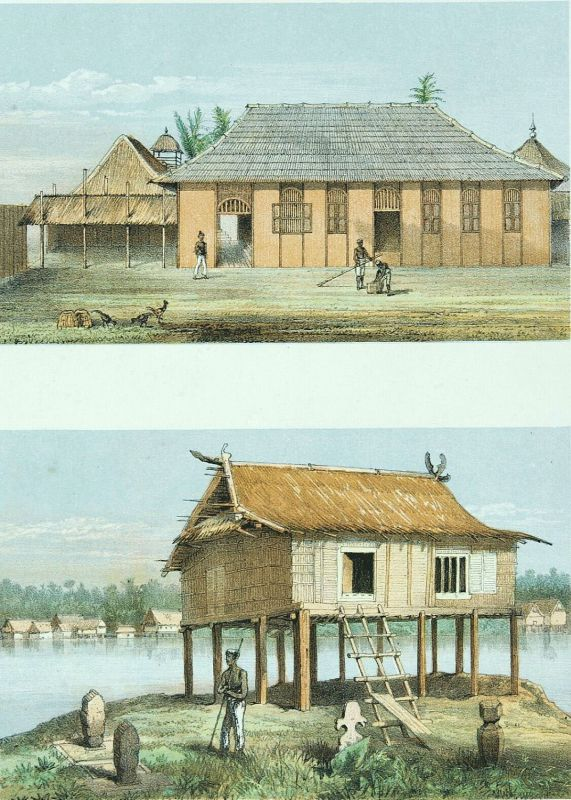
Дома на Борнео
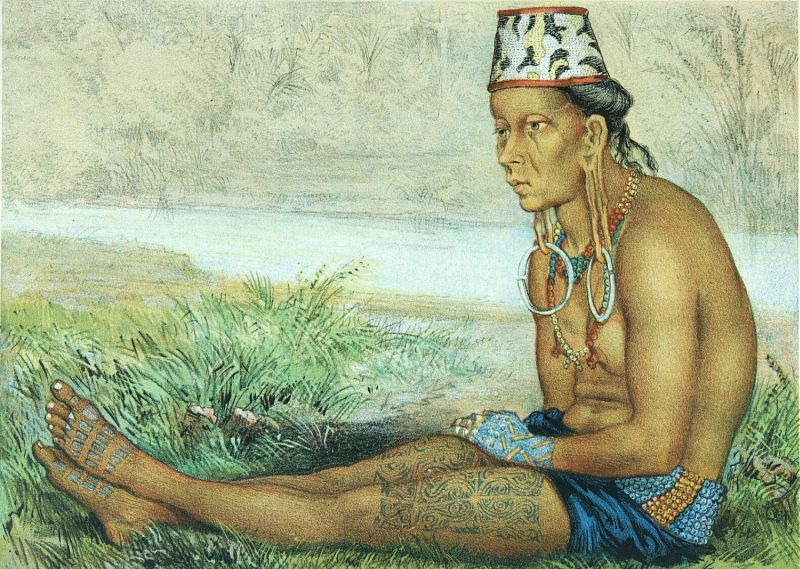
Жрица Тринг-Даяков

В эпоху королевы Виктории был сезон для опасных экспедиций такого рода. Бок получил большое признание за свои усилия и получил поддержку для продолжения путешествий.
Уже в 1881 году он готовит очередную экспедицию, на этот раз в глубь того, что когда-то называлось Бакиндия, или Индокитай. С рекомендациями Британского министерства иностранных дел он приехал в Бангкок, где пробыл несколько месяцев, прежде чем, при поддержке короля Чулалонгкорна, совершил самофинансируемую семимесячную поездку по Таиланду и Лаосу. Эта экспедиция включала посещение городов Бангкок и Аюттхая в центральном Таиланде, Рахен (Так) на западе, а на севере — Лампхун, Лахон (Лампанг), Чиангмай, Фанг, Кианг Хай (Чианграй) и Цзян Цзен (Чиангсаен) на Меконге. В 1884 году в Лондоне была опубликована книга экспедиции «Храмы и слоны».
В 1893 году он путешествовал в Сычуань и Тибет.

### Государственная служба
После этих экспедиций Бок некоторое время жил в Кристиании, а затем присоединился к совместной шведско-норвежской консульской службе, став в 1886 году вице-консулом в Шанхае. В 1893 году он был назначен в Генеральное консульство. С 1899 по 1900 год он был консулом в Антверпене. А с 1900 по 1903 год — Генеральным консулом в Лиссабоне. Он покинул службу в 1903 году и поселился в Брюсселе.
В 1905 году Бок разводится со своей женой и на следующий год женится на Генриетте Хойак (Henriette Hoyack, 1860–19?), дочери доктора Эрнста Фредрика Хойкака (Ernst Fredrik Hoyack).
Карл Бок был членом научного общества в Кристиании (ныне Норвежская академия наук), ряда зарубежных научных компаний, рыцарем 1-го класса ордена Святого Олафа и имел ряд иностранных орденов и
медалей. Бок также опубликовал «Восточное приключение» (1885) и написал статьи в норвежские газеты и зарубежные журналы.

## Коллекции
Большая часть его коллекций находится в музеях Лондона. В частности, артефакты из Таиланда и Индонезии хранятся в Британском музее Некоторые редкие буддийские фигуры из бронзы хранятся в Этнографическом музее в Осло.

## Память
Собранный им вид змеи Atractus bocki назван в его честь.

## Сочинения
- Descriptions of two new Species of Shells from China and Japan (1878).
- List of Land and Freshwater. Shells collected in Sumatra and Borneo, with Descriptions of new Species (1881).
- The Head Hunters of Borneo; A Narrative of Travel up the Mahakkam and Down the Barito; Also, Journeyings in Sumatra (1882).
- Temples and Elephants: The Narrative of a Journey of Exploration Through Upper Siam and Lao (1884).